# Socket 1
A Socket 1 a második, szabványos processzorfoglalat volt, amit az Intel az x86 mikroarchitektúrára épített processzorai alá tervezett. Az első PGA tokozás egy továbbfejlesztett változata volt, ami eggyel több tűt tartalmazott, hogy elkerüljék a régi foglalathoz gyártott processzorok behelyezését.
A Socket 1 169 tűs, LIF/ZIF PGA foglalat volt, 17x17 tűs, négyzet alakú elrendezéssel. Fogadja az 5 V-os 16-33 MHz 486SX, 486DX, 486DX2 és 486DX4 Overdrive processzorokat.